# 24cm臼砲M98
24cm臼砲M98(24 cm Mörser M 98)とは、第一次世界大戦でオーストリア＝ハンガリー帝国軍によって使用された攻城用臼砲である。
射程と威力の不足からシュコダ30.5cm臼砲が開発されることになった。
1900年の導入当初は駐退機のばねが弱かったり装填が水平固定であるなどさまざまな問題点を抱えていて、最終的に問題が解決したのは1907年になった
1900年2月に4門がイギリスに売却され、イギリスではOrdnance BL 9.45 inch Howitzer Mk I. と命名された。
ボーア戦争でプレトリア砦を攻略するために南アフリカに送られたが、戦闘に間に合わず使用されなかった。

## References
- Ortner, M. Christian. The Austro-Hungarian Artillery From 1867 to 1918: Technology, Organization, and Tactics. Vienna, Verlag Militaria, 2007 ISBN 978-3-902526-13-7